# Teenage Mutant Ninja Turtles: Mutant Mayhem
Teenage Mutant Ninja Turtles: Mutant Mayhem (nombrada como Ninja Turtles: Caos Mutante en España y Tortugas Ninja: Caos Mutante en Latinoamérica) es una película estadounidense de superhéroes animada por computadora de 2023 dirigida por Jeff Rowe (en su debut como director), y escrita por Brendan O'Brien. Basada en los personajes de las Tortugas Ninja creados por Kevin Eastman y Peter Laird, sirve como reinicio de la serie de películas Teenage Mutant Ninja Turtles y es la primera película animada cinematográfica de esa franquicia desde TMNT (2007). En la película, después de años de estar apartados y protegidos del mundo humano, los hermanos Tortuga, Leonardo, Michelangelo, Donatello y Raphael (interpretados respectivamente por Nicolas Cantu, Shamon Brown Jr., Micah Abbey y Brady Noon), se propusieron ser aceptados como adolescentes normales mientras se enfrentan a un misterioso sindicato del crimen y un ejército de mutantes. El reparto coral de voces incluye a Ayo Edebiri, Maya Rudolph, Seth Rogen, John Cena, Rose Byrne, Natasia Demetriou, Giancarlo Esposito, Post Malone, Paul Rudd, Hannibal Buress, Jackie Chan y Ice Cube.
Nickelodeon anunció la película por primera vez en junio de 2020, con Rogen, Evan Goldberg y James Weaver a bordo como productores (bajo el estandarte de Point Grey Pictures), y Rowe y O'Brien adjuntos. La mayoría de los miembros del elenco de voces se anunciaron en marzo de 2023. El equipo buscó explorar el aspecto adolescente de las Tortugas más que en películas y series de televisión anteriores. El diseño y la animación se inspiraron en el estilo bocetos que Rowe solía dibujar en sus cuadernos escolares cuando era adolescente. La animación estuvo a cargo de Mikros Animation y Cinesite.[cita requerida]
Se proyectó como un trabajo en progreso durante el Festival Internacional de Cine de Animación de Annecy el 12 de junio de 2023 y fue estrenada por Paramount Pictures en los Estados Unidos el 2 de agosto de 2023.

## Argumento
La ejecutiva del Techno Cosmic Research Institute (TCRI), Cynthia Utrom, envía un equipo para cazar al científico rebelde Baxter Stockman, quien ha creado un cieno mutagénico con el que pretende formar su propia familia de animales mutantes, comenzando con una mosca domestica. Baxter es interrumpido por la fuerza de ataque de Cynthia y muere en la explosión resultante, mientras el mutágeno cae a las alcantarillas de la ciudad de Nueva York. El mutágeno convierte a cuatro hermanos Tortugas (Michelangelo , Leonardo , Raphael  y Donatello) y a una rata llamada Splinter en mutantes humanoides, tras lo cual Splinter adopta a las tortugas. Splinter desconfía de la humanidad, particularmente después de un encuentro en el que él y las tortugas fueron ahuyentados, y entrena a sus hijos en el arte del ninjutsu , indicándoles que solo salgan de su casa de alcantarillado para robar suministros. A lo largo de los años, las Tortugas anhelan vivir con los humanos de su edad y agradarlos, para consternación de Splinter.
Quince años después, las Tortugas derrotan a una banda de delincuentes para recuperar un ciclomotor robado perteneciente a una adolescente llamada April O'Neil, revelándose ellos mismos y sus orígenes. April, una aspirante a periodista que lucha por superar un incidente viral de vómitos ante la cámara, ha estado investigando una serie de robos de tecnología TCRI por parte de un criminal conocido como "Superfly". Las Tortugas planean detener a Superfly y, a través del informe de abril, ganarse la aceptación pública como héroes. Interceptan una pieza de tecnología robada y se encuentran con Superfly bajo el puente de Brooklyn, descubriendo que él no solo es un mutante, sino también el líder de una pandilla de mutantes que son Bebop el jabalí,  Rocksteady el rinoceronte, Mondo el gecko, Wingnut el murciélago, Ray Fillet la mantarraya , Genghis el sapo, Leatherhead  el caimán  y Scumbug la cucaracha . Emocionados por conocer a otros mutantes, las Tortugas se unen a Superfly y los demás y él revela su creación a manos de Stockman, explicando que evadieron el TCRI y viven en un barco abandonado en Staten Island . Luego revela que planea utilizar la tecnología robada para mutar a todos los animales de la Tierra y crear un mundo donde los mutantes dominen a los humanos.
Las Tortugas intentan intervenir, pero la pandilla escapa con el equipo mientras un rastreador TCRI instalado en el equipo retrocede con las Tortugas, lo que les permite ser capturadas. En la sede de TCRI, Cynthia extrae la sangre mutada de las Tortugas para crear un mutágeno que creará un ejército de supersoldados y así poder destruir la economía de la ciudad, pero April llega con Splinter para rescatarlas de Cynthia. En el escondite de la pandilla, Splinter y las Tortugas los convencen de que su plan de dominación no los convertirá en mejores que lo peor de la humanidad, y juntos atacan a Superfly y destruyen su máquina. Sin embargo, el lodo cae al agua, combinando la vida marina con Superfly, quien luego se transforma en un kaiju gigante parecido a una ballena después de capturar animales de un zoológico cercano. Ataca la ciudad y las Tortugas y otros mutantes intentan detenerlo, pero el público asume que son compañeros monstruos.
Leonardo encuentra su voz como líder mientras April supera su ansiedad y se apodera de un noticiero para explicar las buenas intenciones de los mutantes y los ciudadanos de Nueva York acuden en su ayuda. Con la ayuda de los ciudadanos y otros mutantes, las Tortugas arrojan un bote de retromutágeno TCRI en el espiráculo de Superfly, convirtiéndolo nuevamente en una colección de animales normales. La ciudad celebra la reconciliación con Splinter, las Tortugas, April y los mutantes. Los mutantes pronto se mudan con ellos a las alcantarillas. Splinter y Scumbug se enamoran y las Tortugas se matriculan en la escuela secundaria de April, donde todos son aceptados como héroes. Mientras las Tortugas y April se divierten en el baile de graduación, están bajo la vigilancia de Cynthia (que mantiene cautiva a la Superfly, ahora no mutada), quien planea recapturar a las Tortugas solicitando la ayuda del Shredder.

## Reparto
- Micah Abbey como Donatello, un miembro con lentes y hermano de las tortugas.[3]
- Shamon Brown Jr. como Michelangelo, un miembro y hermano menor de las tortugas. [4]
- Nicolas Cantu como Leonardo, el líder y hermano de las tortugas. [5]
- Brady Noon como Raphael, un miembro musculoso y hermano de las tortugas.[5]
- Ayo Edebiri como April O'Neil, una chica afroamericana tímida todavía dedicada y aliada de las tortugas.[6]
- Maya Rudolph como Cynthia Utrom, una ejecutiva maligna de TCRI que quiere utilizar a las tortugas para crear un mutágeno. [7]
- John Cena como Rocksteady[8]
- Seth Rogen como Bebop[5]
- Rose Byrne como Leatherhead[9]
- Natasia Demetriou como Wingnut[10]
- Giancarlo Esposito como Baxter Stockman, un científico loco rebelde y creador de Superfly.[11]
- Jackie Chan como Splinter, una rata mutada y el padre de las tortugas. [12]
- Ice Cube como Superfly, el verdadero culpable de una serie de robos y una mosca mutada. [5]
- Paul Rudd como Mondo Gecko[13]
- Post Malone como Ray Fillet[5]
- Hannibal Buress como Genghis Frog[14]
- MrBeast como el chico de Times Square
- Michael Badalucco como Bad Bernie[15]

## Producción

### Desarrollo
En junio de 2020, se reveló que Paramount Pictures estaba desarrollando una nueva película de las Tortugas Ninja de Nickelodeon Animation Studio, que utilizaría animación por computadora. Jeff Rowe fue elegido para dirigir la película, con Brendan O'Brien escribiendo el guion. Seth Rogen, Evan Goldberg y James Weaver producirían la película a través de su compañía, Point Grey Pictures, que previamente trabajó con O'Brien en Neighbors (2014) y su secuela Neighbors 2: Sorority Rising (2016). Brian Robbins, el presidente de Nickelodeon, dijo que "agregar el genio de Seth, Evan y James al humor y la acción que ya es una parte integral de TMNT hará de esta una reinvención de la propiedad del siguiente nivel". Rowe dijo que es un "placer absoluto" dirigir la película, ya que ha sido fanático de la franquicia desde la infancia.
En una entrevista con Collider en agosto de ese año, Rogen dijo que la película incorporaría tanto elementos de la franquicia como elementos de sus películas anteriores centradas en adolescentes. Dijo: "Como fanático de las Tortugas Ninja de toda la vida, extrañamente, la parte 'Adolescente' de las Tortugas Ninja mutantes adolescentes siempre fue la parte que más me llamó la atención. Y como alguien a quien le encantan las películas para adolescentes, que ha hecho muchas películas para adolescentes y que literalmente comenzó toda su profesión escribiendo una película para adolescentes, la idea de afinar ese elemento fue realmente emocionante para nosotros. Quiero decir, sin ignorar el resto, pero realmente usándolo como una especie de punto de partida para la película".
En junio de 2021, Rogen reveló una imagen teaser a través de su página de Twitter, que contiene notas escolares escritas por Leonardo, la fecha de estreno original de la película y otros detalles. Más tarde, en octubre de ese año, la película tenía el título provisional Teenage Mutant Ninja Turtles: The Next Chapter. El diseñador de producción, Yashar Kassai, elaboró el proyecto diciendo: "Te anclas lo suficiente en los elementos familiares para que sea fácilmente reconocible, pero luego agregas o realzas algo del encanto existente de la franquicia".
En febrero de 2022, se lanzó el arte conceptual con un primer vistazo a los primeros diseños de los personajes principales. En julio de ese año, Kevin Eastman, cocreador de Teenage Mutant Ninja Turtles, expresó su apoyo a Rogen y su visión de la película. Dijo que el deseo de Rogen de enfatizar el aspecto adolescente de las Tortugas tiene sentido a la luz de que inicialmente tenían quince años en los cómics originales. Eastman también declaró: "No quiero que se sienta intimidado o que piense que si me hace una pregunta, le digo: 'Bueno, deberías hacer esto', que él debería hacer aquello". Al mes siguiente, el título oficial fue revelado como Teenage Mutant Ninja Turtles: Mutant Mayhem. El logotipo fue diseñado por J.J. Villard, conocido por su trabajo en King Star King para Adult Swim, quien hizo varios conceptos y dejó que el equipo de filmación eligiera su favorito.

### Guion
Finalmente, Rogen, Goldberg y Rowe, junto con el equipo de guionistas Dan Hernandez y Benji Samit, recibieron el crédito del libreto, con O'Brien y los tres anteriores teniendo facturación de "Historia de". Desde el principio del desarrollo, Rogen quería que la película enfatizara el aspecto adolescente de las Tortugas. Rowe comparó Mutant Mayhem con las películas de coming-of-age como Stand by Me (1986) y Lady Bird (2017) y señaló que su objetivo era hacer "la película definitiva sobre coming-of-age para adolescentes". Comentó sobre la representación de las Tortugas en la película como teniendo "mucha de esa confianza no auténtica que tienen los adolescentes", añadiendo que "cuando eres un adolescente, (todavía) no sabes mucho, así que operas con esta sensación hype de ¡'Podemos hacer cualquier cosa'!". Otras influencias incluyen The Edge of Seventeen (2016), Freaks and Geeks (1999–2000) y PEN15 (2019–2021).
Los escritores querían tratar de crear su propia versión de la tradición de las Tortugas y no tuvieron en cuenta a todos los elementos de las iteraciones anteriores. Rowe explicó que su objetivo era "hacerlo más lógico", y pasaron por muchas cosas "para que realmente funcionara desde un lugar de carácter y relacionabilidad". Rowe citó su admiración por los juguetes clásicos de las Tortugas como la razón por la que se inscribieron muchos personajes mutantes en la película. Shredder fue incluido originalmente en Mutant Mayhem, pero fue descartado porque Rowe quería que el antagonista de la película fuera un mutante que pudiera sentirse conectado con las Tortugas y con quien las Tortugas pudieran sentir como un igual y por el cual ser tentadas. Shredder aun así tiene un cameo sin diálogos durante una escena. Originalmente, Superfly iba a ser una versión mutada de Baxter Stockman, quien se convierte en una mosca mutante en otras multimedias de las Tortugas Ninja, pero finalmente los dos terminaron siendo personajes separados.
Un primer borrador de Mutant Mayhem era más bien como el de una película sobre la escuela secundaria. Rowe explicó que con la versión inicial, era difícil hacer que las vidas de las Tortugas se cruzaran con la trama del villano criminal de una manera natural, y agregó que así las Tortugas ya habrían logrado su objetivo al principio del guion. Como resultado, la película tuvo que "reiniciarse a los 30 minutos" y hubo que establecer nuevos personajes, otros niños de la escuela secundaria y relaciones. Rowe lo describió como "tedioso". Finalmente, en julio de 2022, Rogen se aproximó a Rowe a través de un mensaje de texto y le dijo que la película estaba "fundamentalmente rota" y que debía cambiarse por completo, sentimiento con el que Rowe estuvo de acuerdo. En consecuencia, en los siguientes cuatro meses, la película fue completamente reescrita y llevada a su estado final.

### Casting
Las voces de las cuatro tortugas fueron interpretadas por adolescentes por primera vez en la franquicia. Durante el evento Kids' Choice Awards el 4 de marzo de 2023, Rogen reveló los actores que habían sido elegidos para interpretar a las Tortugas Ninja, incluidos Nicolas Cantu como Leonardo, Shamon Brown Jr. como Michelangelo, Micah Abbey como Donatello y Brady Noon como Raphael, todos de los cuales asistieron. El resto del elenco de voces se anunció en la misma presentación después de los cuatro protagonistas, incluidos Jackie Chan como Splinter, Ayo Edebiri como April O'Neil, el propio Rogen como Bebop, John Cena, quien previamente interpretó al Barón Draxum durante la primera temporada de la serie animada El ascenso de las tortugas ninja (2018-20), ahora como la voz de Rocksteady, Hannibal Buress como Genghis Frog, Rose Byrne y Natasia Demetriou como versiones femeninas de Leatherhead y Wingnut, Paul Rudd como Mondo Gecko, los raperos Ice Cube y Post Malone como Superfly y Ray Fillet, siendo el primero una creación original para la película, Maya Rudolph como Cynthia Utrom y Giancarlo Esposito como Baxter Stockman.
Abbey, Brown, Cantu y Noon son los primeros actores adolescentes en interpretar a las Tortugas. Antes de eso, la película Las Tortugas Ninja de 1990, que presentaba a Corey Feldman como Donatello, se estrenó cuando el actor tenía 19 años. En una entrevista con Screen Rant, Rogen habló sobre cómo el casting de los adolescentes hizo que Mutant Mayhem se destacara de las versiones anteriores de las Tortugas y dijo que "algo muy intuitivo se convirtió en algo que realmente abrió nuestra versión; parece que la hace sentir muy única así creo, son formas emocionantes de adentrarse en estas cosas".
Cientos de actores audicionaron para los papeles de las Tortugas. Rowe observó cada cinta y las redujo a aquellas que consideró que funcionaban. Editó voces en los diseños de personajes para ver cuál se adaptaba a cuál. Después de reducirlo a diez, Abbey, Brown, Cantu y Noon tabla de lectura para medir su química y finalmente consiguieron los papeles. Rowe describió a los cuatro como "perfectos" y la tabla de lectura como "cinética y viva". Al reclutar a Chan, le escribió una carta preguntándole si quería ser parte de una película de las Tortugas Ninja. El equipo se reunió con Ice Cube, quien, cuando le dijeron que el nombre de su personaje era Superfly, se río y aceptó firmar contrato. Ice Cube también decidió firmar debido a la conexión emocional entre él y su hijo con la franquicia de las Tortugas.
Abbey se basó en las características de sus amigos y en representaciones anteriores del personaje para su interpretación de Donatello. Brown no quería hacer la típica voz de "surfer" para Michelangelo durante el proceso de audición. Inspirado por la interpretación que Brandon Mychal Smith hizo del personaje en El ascenso de las tortugas ninja (2018-2020), buscó hacer "lo suyo con él". Cantú quería aportar una "cualidad de nerviosismo" para Leonardo, sintiendo que había un "nivel de ansiedad que conlleva liderar el grupo". Noon quería equilibrar la ira de Raphael con una actuación más desenfadada y divertida para hacerlo más identificable. Al interpretar a April O'Neil, Edebiri quería rememorar su propia adolescencia y aprovechar la determinación de su personaje.
Kevin Eastman, uno de los cocreadores originales de Teenage Mutant Ninja Turtles, aparece en un cameo de voz como un neoyorquino que ayuda a Splinter durante el clímax, acreditado como "Good Human" (Humano Bueno). Rowe quería que el papel tuviera la voz de "alguien significativo para la franquicia" y decidió elegir a Eastman como un homenaje a los cameos de Stan Lee en las adaptaciones de Marvel Comics hasta su fallecimiento en 2018. Para Scumbug se utiliza una mezcla de voces diferentes, pero se le atribuye el mérito principal a Alex Hirsch.

### Grabación de voz
A diferencia de la norma para la animación, el elenco grabó sus roles de voz juntos en grupos en lugar de hacerlo de forma independiente. Una sola sesión de grabación podría incluir hasta siete actores. Este entorno permitió que el elenco se enfrentara entre sí y empleara mucha improvisación en sus actuaciones. Rogen fue influenciado en parte para aplicar este enfoque a Mutant Mayhem a partir de su experiencia grabando The Lion King de 2019 junto con Donald Glover y Billy Eichner. Describió el proceso de la siguiente manera:

"Para cada sesión, agrupamos a las personas. Así que cada vez que las cuatro tortugas eran grabadas, ellos estaban juntos. Yo y John Cena éramos Bebop y Rocksteady, y nosotros grabamos juntos. Ice Cube tiene un montón de escenas con los niños, y ellos fueron grabados juntos. Así que realmente hicimos todo lo posible y nos esforzamos al máximo en Ninja Turtles para tratar de capturar esa energía de improvisación que obtienes cuando muchas personas están en el mismo lugar al mismo tiempo".

Rogen elogió a Abbey, Brown, Cantu y Noon y dijo que intentaron "capturar la forma en que realmente interactuaron entre ellos" en la película. Él recordó un relato de una sesión de grabación con el cuarteto y cómo "todos pasaban el rato juntos en la cocina del estudio de grabación, y todos simplemente hablaban encima del otro y se burlaban unos de otros; gritándose unos a otros. Y recuerdo haber dicho, 'Oh, esto es lo que tenemos que capturar' ". Según él, aquel acontecimiento fue lo que los empujó a comenzar a grabar a los cuatro juntos, ya que sentía que la energía era la adecuada para la película.

### Diseño
Al igual que en su entrega anterior, The Mitchells vs. the Machines, Rowe y Mike Rianda intentaron que se viera radicalmente diferente de lo que se esperaba de una película animada. En Mutant Mayhem, Rowe buscó dar un paso adelante: "Con 'The Mitchells vs the Machines', no fuimos tímidos, pero hubo un poco de: '¿Podemos hacer esto?' Al entrar en esta película, quería que se pareciera al 100% a las ilustraciones conceptuales". Él se inspiró en los bocetos que hizo en los cuadernos escolares cuando era adolescente y en cómo tienden a tener muchos rasgos exagerados, picos y líneas de efectos aleatorios, y quería que la animación de la película reflejara un sentimiento similar. Rowe describió el aspecto de bosquejos para la película como su "Estrella Norte", como lo fue el aspecto inspirado en cómics para Spider-Man: Into the Spider-Verse de 2018.
El diseñador de producción Yashar Kassai consideró que determinar el estilo de la película era una de las partes más difíciles de la producción. Él y Rowe alentaron a los artistas a aceptar sus imperfecciones y dibujar como adolescentes. Kassai citó la serie de televisión de 1987 y la línea de juguetes clásica como grandes inspiraciones para el equipo de producción. "Estábamos recordando la época en que el humor asqueroso sophomore era el estilo cómico del momento. Así que comenzamos allí, pero luego le agregamos el aspecto del dibujo adolescente como una capa superior muy fuerte". También citó Chungking Express de 1994 como una gran influencia en el aspecto visual de la película. Dado que gran parte de la película se desarrolla de noche, los artistas dedicaron mucho tiempo a diversificar el aspecto de New York durante la noche y darle una variedad de combinaciones de colores diferentes.
Rowe y el diseñador principal de personajes, Woodrow White, presionaron para que se crearan versiones menos voluminosas de las Tortugas y que las cuatro principales tuvieran constituciones más adolescentes. Al igual que Michelangelo y sus aparatos ortopédicos, a Donatello le dieron gafas no como un rasgo definitorio de geek y sabiduría, sino más bien como un rasgo de la adolescencia. Con Splinter, White quería apoyarse en el aspecto paternal del personaje y que pareciera desaliñado "por el stress de la paternidad". Como maestro ninja, Splinter usa un kataginu que él recortó a partir de una bata de baño, que también refleja la naturaleza DIY del personaje. Además, White le dio joggings, que describió como "un elemento básico común de los padres que se quedan en casa". El personaje Dude de Jeff Bridges en la película The Big Lebowski de 1998 sirvió de inspiración para el estilo de moda de Splinter, mientras que su estructura física se inspiró en Danny DeVito. White también estudió fotografías de ratas reales al diseñar al personaje. Para el estilo de lucha de Splinter, los realizadores estudiaron a su actor, Jackie Chan, en películas como Police Story de 1985 y Rumble in the Bronx de 1995.
White no quería que Leatherhead pareciera demasiado musculosa, sino más bien muy parecido a cómo se vería un caimán real si tuviera dos patas. Él colaboró con Kassai al diseñar a Genghis Frog y basó la apariencia del personaje en la de una rana pixie. A Rocksteady se le dio una cabeza más grande para enfatizar el cuerno del personaje, que White consideró que era la característica definitoria de un rinoceronte. Con Ray Fillet, quería darle al personaje un "borde más amenazador" e "inyectarle más mantarraya". De manera similar, White quería que Wingnut se pareciera más a un murciélago que las versiones anteriores del personaje manteniendo sus alas en sus brazos.

### Animación
La película fue animada por Mikros Animation en Montreal y París, y Cinesite en Vancouver y Montreal. El trabajo ya había comenzado en septiembre de 2021. Mikros fue contratado en 2022 para encargarse de la mayor parte de la animación, y Cinesite se unió poco después para producir casi 25 minutos.  Mikros trabajó en la animación y el estilo de la película durante más de dos años.
Mikros fue uno de los muchos estudios que completaron una toma de prueba para la película. Presentaba 40 segundos de Donatello hablando. El estudio tuvo la tarea de hacer coincidir la animación CGI lo más fielmente posible a la referencia 2D proporcionada. Según Matthieu Rouxel, supervisor de efectos visuales de Mikros, Rowe les dijo: "Si la imagen parece una pintura 2D cuando no está en movimiento, eso significa que estamos bien". La prueba ayudó a Mikros a darse cuenta de la necesidad de realizar desarrollos específicos en su renderizado para la película: sombreadores, curvas y bordes estilizados.
Mikros construyó un prototipo de sombreador con el toonshader del motor de renderizado Arnold como base inicial. Si bien el prototipo era bueno para la prueba, el equipo sabía que tenían que desarrollarlo más a escala de una película. Rowe le dijo al estudio que evitara una "sensación de filtro de Photoshop". El equipo se dio cuenta de la sofisticación del aspecto y de la necesidad de poder añadir elementos gráficos a la iluminación, "haciendo que pareciera que estaban pintadas una tras otra con diferentes trazos". Marcel Reinhard, desarrollador líder de sombreado, iluminación y renderizado de Mikros, desarrolló un sombreador que podía aislar luces en el sombreado de objetos y personajes y darles tratamientos especiales. Estos tratamientos incluyeron garabatos, sombreado cruzado, stepping y transiciones de color.
Como el estilizado CG de Mutant Mayhem emplea elementos de animación 2D para lograr una apariencia de libro de bocetos, el personal de Cinesite, que solo tenía experiencia con CGI, tuvo que aprender rápidamente a usar 2D. Para acelerar el proceso, buscaron secuencias y guías de estilo de Mikros. Además, se reunió un grupo de cinco animadores de efectos 2D tradicionales para capacitar al equipo y se incorporó el software Toon Boom. Utilizando estos recursos y herramientas, Cinesite desarrolló pruebas de animación internas, con feedbacks periódicos de Rowe sobre si coincidían con el trabajo de Mikros.

### Cinematografía
Kent Seki, jefe de cinematografía, quería resaltar la juventud de las Tortugas manteniendo la cámara cerca, en mano y viva. Lo describió como si le dispararan como si "[estuvieras] corriendo en fuga" y usó la habilidad de los adolescentes para meterse en problemas como inspiración. Para capturar a las Tortugas mientras realizaban payasadas tanto de comedia como de acción, adoptó un estilo de filmación cinéma vérité, moldeado con base en las obras de Emmanuel Lubezki y Spike Jonze. Seki también buscó contrastar el estilo de dispositivo portátil de Jonze con un lenguaje de cámara más formal influenciado por el trabajo de Paul Thomas Anderson y su director de fotografía Robert Elswit en Boogie Nights de 1997. Al crear las escenas, alternaban entre estos dos métodos diferentes para presentar una dicotomía entre el mundo adolescente y el mundo adulto: "Entonces, si Splinter reprendiera a los niños, [nosotros] seríamos mucho más estables con el trabajo de cámara, y luego, cuando viéramos a los niños, se verían un poco más portátil, un poco más sueltos, y ese tipo de cosas comenzarían a introducirse en la cinematografía".

### Música
En mayo de 2023, se anunció que la banda sonora fue compuesta por Trent Reznor y Atticus Ross, con Gabe Hilfer como supervisor musical. El álbum de la banda sonora fue lanzado por el sello de Reznor, The Null Corporation, el 28 de julio de 2023.
Mutant Mayhem presenta música hip-hop de artistas populares, con un gran énfasis en el hip-hop clásico de la costa este para acompañar el escenario de la película. Muchas de las canciones utilizadas en las películas eran las que Rogen y Rowe solían escuchar habitualmente. Según Rogen, Rowe comparó la banda sonora con la de la serie de videojuegos Tony Hawk. Rogen lo describiría como un "surtido aleatorio de música" que encaja bien y comparte "la misma energía y espíritu".
La canción "Ninja Rap" de Vanilla Ice para Teenage Mutant Ninja Turtles II: The Secret of the Ooze de 1991 aparece incluida en la película, una sugerencia que habría sido hecha por Rogen. Según Rowe, conseguir la autorización legal para "No Diggity" de Blackstreet fue difícil. El equipo exploró el uso de alternativas para la secuencia en la cual se planeaba añadir esa canción, como "Ruff Ryders' Anthem" del rapero DMX. Sin embargo, después de ver una versión de la película con "No Diggity", se acordó que debería quedar incluida. "What's Up?" de 4 Non Blondes se utiliza durante una secuencia de persecución en la película; esa misma se transiciona a la versión "remix He-Man" de la canción que SLACKCiRCUS había creado, un meme viral de Internet de 2005. Esa secuencia se planteó originalmente con la pista musical "Goochie Goochie Goo" de las composiciones creadas por Reznor y Ross, que Rowe elogió. Después de una proyección, el equipo sintió que la escena sería mejor si fuera más divertida, y Rogen sugirió que usaran "una versión alocada" de "What's Up?". Se lanzó en Spotify una lista de reproducción oficial que incluye a la mayoría de las canciones bajo licencia que aparecen incluidas en la película.

## Temáticas y análisis
Goldberg describió la película como acerca de un padre, sus cuatro hijos y la importancia de la familia. Un tema importante en la película es la aceptación. El aislamiento de las Tortugas del mundo pretende reflejar el deseo de un adolescente de encajar, y su padre, Splinter, teme lo peor de la humanidad después de haber sido rechazado por ellos. Este tema fue una de las primeras partes del pitch de Rogen y Goldberg. Rowe sintió que era algo que no se había abordado antes en la franquicia y dijo: "Reconoce estas cosas fantásticas de una manera que las conecta con el mundo real".
Cuando se le preguntó si la película fue escrita como una fábula de inmigración, Rowe respondió que, si bien esa no era la intención, a medida que avanzaba la historia, el equipo comenzó a reconocer los paralelos entre Splinter y un padre de primera generación que se mudó al país. Según el director, muchos miembros del equipo han tenido situaciones familiares así y el tema se convirtió en algo en lo que continuaron apoyándose. "Así que no era la intención, pero se destacó a través de la ejecución."

## Estreno
Teenage Mutant Ninja Turtles: Mutant Mayhem fue estrenada en los Estados Unidos el 2 de agosto de 2023 por Paramount Pictures. La película se anunció inicialmente para su estreno el 11 de agosto de 2023.

### Streaming y vídeo doméstico
Paramount Home Entertainment comercializó Mutant Mayhem para descarga digital el 1 de septiembre de 2023. Esta entrega incluyó tres artículos detrás de escena y un video tutorial sobre cómo dibujar a Leonardo. La película estuvo disponible para streaming en Paramount+ a partir del 19 de septiembre.

## Recepción

### Crítica
Teenage Mutant Ninja Turtles: Mutant Mayhem recibió reseñas generalmente positivas de parte de la crítica y de la audiencia. En el sitio web agregador de reseñas Rotten Tomatoes, la película posee una aprobación de 96%, basada en 246 reseñas, con una calificación de 7.6/10 y un consenso crítico que dice "Con su estilo visual único y una historia que captura la esencia del atractivo de la franquicia, Teenage Mutant Ninja Turtles: Mutant Mayhem es un placer animado para toda la familia". De parte de la audiencia tiene una aprobación de 84%, basada en más de 5000 votos, con una calificación de 4.2/5.
El sitio web Metacritic le dio a la película una puntuación de 74 de 100, basada en 47 reseñas, indicando "reseñas generalmente favorables". Las audiencias encuestadas por CinemaScore le otorgaron a la película una "A" en una escala de A+ a F, mientras que en el sitio IMDb los usuarios le asignaron una calificación de 7.2/10, sobre la base de más de más de 56 000 votos. En la página web FilmAffinity la película tiene una calificación de 6.7/10, basada en 3054 votos.
Brian Tallerico de RogerEbert.com calificó la película con una calificación 2,5 sobre 4, elogiando la animación como lo más destacado, pero criticando la historia y la caracterización por su falta de profundidad. Escribiendo para Variety, Peter Debruge elogió la dirección de Rowe y calificó el guion como "tremendamente original en algunos lugares", pero como una "masa reciclada de clichés trillados en otros". Nick Schager de The Daily Beast escribió: "Considerando la participación de Rogen tanto como escritor y actor, es sorprendente que "Mutant Mayhem" apueste tan a lo seguro, no solo en términos de trama sino también en cuanto a su comedia.

### Premios y nominaciones
| Premio                                                           | Fecha                   | Categoría                                   | Nominados                                   | Resultado   | Ref.   |
| ---------------------------------------------------------------- | ----------------------- | ------------------------------------------- | ------------------------------------------- | ----------- | ------ |
| Hollywood Professional Association Awards                        | 28 de noviembre de 2023 | Mejor etalonaje de color - película animada | Mitch Paulson (Company 3)                   | Nominado    | [ 74 ] |
| Premios de la Asociación de Críticos de Cine de Boston           | 10 de diciembre de 2023 | Mejor película animada                      | Teenage Mutant Ninja Turtles: Mutant Mayhem | Subcampeona | [ 75 ] |
| Premios de la Asociación de Críticos de Cine de Washington D. C. | 10 de diciembre de 2023 | Mejor película animada                      | Teenage Mutant Ninja Turtles: Mutant Mayhem | Nominada    | [ 76 ] |
| Premios de la Asociación de Críticos de Cine de Chicago          | 12 de diciembre de 2023 | Mejor película animada                      | Teenage Mutant Ninja Turtles: Mutant Mayhem | Nominada    | [ 77 ] |
| Premios Asociación de Críticos de Cine de San Luis               | 17 de diciembre de 2023 | Mejor película animada                      | Teenage Mutant Ninja Turtles: Mutant Mayhem | Nominada    | [ 78 ] |
| Florida Film Critics Circle Awards                               | 21 de diciembre de 2023 | Mejor película animada                      | Teenage Mutant Ninja Turtles: Mutant Mayhem | Pendiente   | [ 79 ] |
| Astra Film and Creative Arts Awards                              | 6 de enero de 2024      | Mejor película animada                      | Teenage Mutant Ninja Turtles: Mutant Mayhem | Pendiente   | [ 80 ] |
| Premios de la Crítica Cinematográfica                            | 14 de enero de 2024     | Mejor película de animación                 | Teenage Mutant Ninja Turtles: Mutant Mayhem | Pendiente   | [ 81 ] |
| Premios Black Reel                                               | 16 de enero de 2024     | Mejor actuación de voz                      | Ayo Edebiri                                 | Pendiente   | [ 82 ] |
| Premios Satellite                                                | 18 de febrero de 2024   | Mejor película o corto animado              | Teenage Mutant Ninja Turtles: Mutant Mayhem | Pendiente   | [ 83 ] |
| Premios Saturn                                                   | Mejor película animada  | Mejor película animada                      | Teenage Mutant Ninja Turtles: Mutant Mayhem | Pendiente   | [ 84 ] |

## Futuro
En junio de 2022, Robbins dijo que había planes para varias películas animadas sobre estas Tortugas Ninja. En una entrevista de julio de 2023, Rowe expresó interés en regresar para una secuela con Shredder. Más tarde durante ese mismo mes, se informó que una secuela y una serie de televisión animada bidimensional de dos temporadas para Paramount+, titulada Tales of the Teenage Mutant Ninja Turtles, habían recibido la aprobación para iniciar su producción. Rowe estaría dispuesto para volver participar para dirigir dicha secuela, y Point Gray producirá tanto la secuela como la serie.